# 4151 Alanhale
4151 Alanhale este un asteroid din centura principală, descoperit pe 24 aprilie 1985 de Carolyn Shoemaker și Eugene Shoemaker.